# TTL 7431
O circuito integrado TTL 7431 é um dispositivo TTL encapsulado em um invólucro DIP de 16 pinos que possui seis elementos de retardo.
Os retardos típicos são da ordem de 27,5ns (1,6), 46,5ns (2,5) e 6ns (3,4).

## Tabela-verdade
{\displaystyle /1Y={\overline {1A}}}
{\displaystyle 2Y=2A}
{\displaystyle /3Y={\overline {3A*3B}}}
{\displaystyle /4Y={\overline {4A*4B}}}
{\displaystyle 5Y=5A}
{\displaystyle /6Y={\overline {6A}}}